# Carlos Montoya
Carlos García Montoya (Madrid, 13 dicembre 1903 – Wainscott, 3 marzo 1993) è stato un chitarrista e compositore spagnolo naturalizzato statunitense.
Chitarrista di spicco e fondatore dello stile del flamenco popolare moderno.

## Biografia
Era il nipote del famoso chitarrista di flamenco Ramón Montoya. Prima imparò da sua madre, "la Tula", e poi da un vicino barbiere, Pepe el Barbero. A quattordici anni suonava nei "cafè cantantes", nel periodo d'oro del flamenco cantando e ballando per artisti come Antonio de Bilbao, Juan el Estampío, La Macarrona e La Camisona a Madrid.
Negli anni 1920 e 1930 si esibì ampiamente in Europa, Nord America e Asia con artisti del calibro di La Teresina. Lo scoppio della seconda guerra mondiale lo portò negli Stati Uniti dove iniziò i suoi giorni di maggior successo come musicista, portando il suo stile infuocato nelle sale da concerto e nelle università. Ha anche accompagnato orchestre. Durante questo periodo ha realizzato alcune registrazioni per diverse etichette importanti e indipendenti, tra cui RCA Victor, Everest e Folkways, esibendosi in musica tradizionale di flamenco come Farruca,  Malaga e Hokie.
Quando scoppiò la seconda guerra mondiale nel 1939, era in tournée negli Stati Uniti e decise di stabilirsi a New York City, diventando infine cittadino statunitense. Alla fine della guerra, nel 1945, il suo repertorio si era allargato a blues, jazz e musica folk. Fu il primo chitarrista di flamenco a girare il mondo con orchestre sinfoniche e ha dominato il campo del flamenco negli Stati Uniti. Ha registrato oltre quaranta album, tra cui Suite Flamenco, un concerto tenuto con la Saint Louis Symphony Orchestra nel 1966. Le sue esibizioni hanno diffuso la musica da chitarra flamenco. Nel 1965, si ricorda la sua partecipazione al varietà Chitarra amore mio.
Montoya ha trasformato la musica per chitarra flamenco in uno stile musicale a sé, oltre ad essere un accompagnamento di danza tradizionale. Ha adattato il flamenco ad altri generi musicali per creare il suo stile, diventando una star internazionale. Tuttavia il suo stile non è stato particolarmente apprezzato da alcuni studenti di flamenco, che lo hanno considerato meno tradizionale di altri. Il fatto che fosse impopolare tra gli appassionati era probabilmente dovuto al fatto che aveva abbandonato le compás che si erano evolute nel flamenco per centinaia di anni. Molte delle sue opere non mantengono nemmeno un tempo perfetto, aumentando e diminuendo in modo quasi stravagante. È stato ammirato per la velocità dei suoi picados, dal ritmo tecnicamente impressionante.
Montoya morì il 3 marzo 1993, a 89 anni, a Wainscott, New York, per insufficienza cardiaca. Sua nipote, Rosa Montoya Archiviato il 10 aprile 2020 in Internet Archive., è nota per aver introdotto la danza flamenco in California col suo studio a San Francisco.

## Discografia parziale
- 1950: Spanish Guitar Solos
- 1957: Flamenco Guitar
- 1958: Flamenco Fire
- 1959: From St. Louis to Seville
- 1961: Malaguena
- 1961: Carlos Montoya and His Flamenco Guitar
- 1963: Flamenco Antiguo
- 1964: Flamenco Concert
- 1967: The Artistry Of
- 1996: Flamenco!
- 2004: Guitar & Flamenco

## Filmografia
- Carmen, la de Triana (1938)